# Hans Rieck
Hans Hermann Otto Rieck (* 27. Dezember 1880 in Frankfurt (Oder); † 18. März 1956 in Köln-Lindenthal) war deutscher Verwaltungsbeamter. 
Er war Landrat im Kreis Weststernberg (1918–1933) und wirkte als Regierungsvizepräsident (1933–1942) im Regierungsbezirk Minden.